# Chiesa di Sant'Antonio Abate (Varazze)
La chiesa di Sant'Antonio abate è un edificio religioso sito in piazza IV Novembre nella frazione di Alpicella, a Varazze in provincia di Savona. La chiesa è sede della parrocchia omonima del vicariato di Varazze della diocesi di Savona-Noli.

## Storia e descrizione
Posta in posizione dominante su uno sperone di roccia in centro paese e a picco sulla vallata, dalla sua piazza lo sguardo può spaziare sino al mare. La chiesa di Alpicella è uno tra gli edifici di culto più antichi del territorio varazzino: secondo le fonti storiche potrebbe essere stata edificata nel corso del XIII secolo e comunque in un periodo di poco successivo alla fondazione dell'antica chiesa di San Donato sul colle del Parasio; nel sinodo del 1357, indetto dal vescovo della diocesi di Savona Antonio II de' Saluzzi, compare tra le autorità ecclesiastiche e religiose del territorio anche il rettore della parrocchia di Alpicella.
La parrocchia, istituita presumibilmente poco dopo la fondazione della chiesa, aveva anticamente un'ampia giurisdizione religiosa confinante, a ponente, con la parrocchia di Santa Maria Maggiore di Cogoleto e di Sant'Ambrogio ad Invrea, con la comunità di San Giovanni Battista di Sassello a nord, e con le parrocchie di San Martino di Stella e di Sant'Ambrogio a Varazze. Tra le proprietà cinquecentesche della chiesa e relativa parrocchia anche due mulini, gli unici del territorio e dove obbligatoriamente i parrocchiani dovevano usufruirne per la macinazione dei prodotti agricoli; tale "servitù" fu al centro di ampi contrasti tra la popolazione e il parroco di Alpicella negli anni 1564 e 1571.
Un'importante opera strutturale, in particolare un'inversione d'orientamento della facciata e dell'ingresso che furono traslati a ponente (come si presenta allo stato attuale), fu attuata nel corso del 1888, assieme alla demolizione di ciò che restava del vecchio cimitero (che fu sostituito da un piazzale), su progetto di un anonimo carmelitano.
Dalla grande giurisdizione parrocchiale vennero, in tempi diversi, distaccate e istituite nuove comunità parrocchiali quali la parrocchia di Casanova nel 1750, la parrocchia del Pero nel 1917 e la parrocchia di Faje nel 1948.

## Descrizione
La facciata incompiuta ha andamento ondulatorio, ricordando vagamente il barocco piemontese. La struttura dell'edificio è a navata unica, a croce greca, ed edificata con pietra e mattoni; la stessa volta, anziché in canniccio, è in muratura.
L'interno è ampio e luminoso, pur essendo semplice e privo di pitture o affreschi alle pareti. Nell'abside, sopra il coro ligneo del XVII secolo, è posizionato l'organo a canne Nicomede Agati del 1866 (opera n° 518).
Tra le opere scultoree diverse statue marmoree e lignee raffiguranti san Sebastiano, san Marco con il leone, la Madonna del Carmine, sant'Antonio abate, san Giuseppe e il bambino Gesù, san Lorenzo; la raffigurazione di san Sebastiano è opera settecentesca dello scultore genovese Pasquale Navone.
La chiesa conserva tre altari laterali marmorei, realizzati da Galeazzo Alessi, provenienti dalla cattedrale di San Lorenzo di Genova; gli altari, rimossi nel 1895 per volere dell'arcivescovo genovese Tommaso Reggio (nell'opera di ripristino degli interni della cattedrale al precedente stile gotico), giunsero nella parrocchiale di Alpicella, senza non poche polemiche e soprattutto iniziali ripensamenti da parte della curia genovese, dopo la "trattativa d'acquisto" effettuata dall'allora parroco don Puppo tra il 1896 e il 1897; giunti a Varazze furono trainati nella frazione collinare con l'ausilio di carri trainati da buoi.